# Iğdır Şehir Stadyumu
Das Iğdır Şehir Stadyumu (deutsch Stadion der Stadt Iğdır) ist ein Fußballstadion mit Leichtathletikanlage in der türkischen Stadt Iğdır, im äußersten Osten des Landes, an der Grenze zu Armenien. Der Fußballverein Iğdırspor trägt auf dieser Anlage seine Heimspiele aus. Der Baubeginn und die Eröffnung fanden 1985 statt. Die Spielstätte hat heute 5000 Zuschauerplätze.
Das Stadion, in dem früher Iğdırspor seine Spiele austrug, ist heute Austragungsort der Spiele des Iğdır FK.